# Frank Dux
Pour les articles homonymes, voir Dux (homonymie).
Frank Dux, né le 6 avril 1956 à Toronto au Canada, est une personnalité du milieu des arts martiaux. Il est soupçonné d'être un affabulateur,.

## Biographie

### Vie personnelle
En 1975, il fonde sa propre école d'arts martiaux, le Dux Ryu Ninjutsu où il enseigne une technique qu'il nomme « FASST » (acronyme de « Focus, Action, Skill, Strategy, Tactics ») ou « Dux Ryu ».

### Cinéma

#### Relations avec Jean-Claude Van Damme
La biographie romancée de Frank Dux a fait l'objet d'une adaptation au cinéma dans le film Bloodsport où Dux est interprété par l'acteur belge Jean-Claude Van Damme. D'abord en excellents termes avec l'acteur, leur relation se dégrade jusqu'à aboutir à un procès — Frank Dux reprochait à Van Damme de ne pas lui avoir versé des droits d'auteurs pour le film Le Grand Tournoi (The Quest), qu'il considérait comme un remake de Bloodsport. Frank Dux a finalement été débouté de sa demande par le tribunal de Los Angeles.

#### Inspiration
Les histoires de Frank Dux ont eu une influence sur la production de films de ninja aux États-Unis, notamment sur la série des American Ninja et American Warrior, avec Michael Dudikoff qui présente un ninja travaillant pour l'armée américaine.

## Controverses
Frank Dux a fait de nombreuses déclarations sur sa vie et sa biographie, sujettes à controverses :
- il aurait participé avec succès à de nombreux kumites secrets, notamment à Hong Kong, et serait titulaire de nombreux titres et prix ; toutefois, aucun d'entre eux ne semble documenté comme l'atteste l'enquête du Los Angeles Times[2] ;
- dans un ouvrage autobiographique, The Secret Man[8], il a affirmé avoir été contacté directement par le directeur de la CIA, William Casey, pour opérer en tant qu'agent paramilitaire pour cette organisation[9]. Il prétend également dans le même ouvrage être intervenu en Iran, au Nicaragua et même en Union soviétique aux côtés des autorités locales. Ces propos ne sont avérés par aucune autre source et, d'après plusieurs sources, son éditeur aurait arrêté de publier cet ouvrage à la suite de l'absence de tout élément accréditant les thèses qui y sont exposées ;
- Sheldon Lettich, le scénariste du film Bloodsport a déclaré en interview que Frank Dux était juste un rêveur plein d'illusions et un grand baratineur[10] ;
- en 1993, lors du Festival des arts martiaux de Paris Bercy, il réalise une démonstration impressionnante de casse, notamment d'une vitre blindée vérifiée par un huissier et de grosses bouteilles en verre. Par la suite, ses assistants affirmeront que les bouteilles étaient en sucre et le verre blindé en plexiglas, notamment David Richardson un disciple de son école expérimenté dans le domaine de l'illusionnisme, qui a témoigné l'avoir aidé à faire cette démonstration[11].

## Collaborations cinématographiques
Frank Dux est présent dans les génériques des films suivants :
- 1988 : Bloodsport (chorégraphie du combat)[12]
- 1990 : Full Contact (chorégraphie du combat)[13]
- 1993 : Only the Strong (chorégraphie du combat)[14]
- 1996 : Le Grand Tournoi (co-auteur)[15]

## Publication
- (en) Frank Dux, The Secret Man: An American Warrior's Uncensored Story, HarperCollins, New-York, 1996, 316 p.  (ISBN 0060391529)